# 中村光夫
中村 光夫（なかむら みつお、1911年（明治44年）2月5日 - 1988年（昭和63年）7月12日）は、日本の文芸評論家、劇作家、小説家。本名、木庭 一郎（こば いちろう）。明治大学名誉教授。第6代日本ペンクラブ会長。日本芸術院会員。文化功労者。
東京帝大在学中から評論を始め、近代リアリズムの正統論に立脚した多彩な評論活動を展開。特に、私小説批判を中心に日本の近代小説の歪みを指摘した『風俗小説論』(1950)で知られ、戦後の文芸評論に大きな影響を与えた。

## 来歴
東京市下谷区練塀町（現在の東京都台東区秋葉原）生まれ。祖父木庭榮は医師。
1917年、本郷区の東京市追分尋常小学校に入学。東京市誠之尋常小学校に転じて卒業後、1923年に東京高等師範学校附属中学校（現・筑波大学附属中学校・高等学校）に入学。附属中の同級生には、石川馨（東京大学名誉教授）、島田秀夫（日本サッカー協会名誉会長）、小川平四郎（初代駐中国大使）などがいる。
1928年第一高等学校文科丙類（仏語クラス）入学。1931年4月東京帝国大学法学部に入学するが、6月退学。翌1932年4月東京帝国大学文学部仏文学科に再入学し、1935年3月に卒業。卒論のテーマはギ・ド・モーパッサン。この時期は、プロレタリア文学にも影響を受け、そうした習作も書いていた。
大学時代から『文學界』に評論を発表、1935年文芸時評を連載して新進の文芸評論家として注目される。1936年4月-10月同誌に連載した「二葉亭四迷論」で第一回池谷信三郎賞受賞。
1938年フランス政府に招かれて渡仏し、パリ大学に学ぶが、1939年第二次世界大戦勃発に伴って帰国。同年8月より吉田健一、西村孝次、山本健吉と同人誌『批評』を発行した。1940年外務省嘱託となり、1941年これを辞し筑摩書房顧問となる。
戦後は鎌倉アカデミアで教鞭を執る。1949年より明治大学教授。同年丹羽文雄とリアリズムをめぐって論争し、1950年近代日本文学批判である『風俗小説論』を『文藝』2月-5月に連載、6月上梓する。また1951年にはカミュ「異邦人」（『新潮』1951年9月窪田啓作訳）をめぐって広津和郎と論争。翌年読売文学賞受賞。『谷崎潤一郎論』を上梓、1954年『志賀直哉論』を上梓、いずれも大家を否定する内容であった。1956年芥川賞選考委員となる。1957年最初の戯曲「人と狼」を発表し話題となる。
1958-60年には、大岡昇平、福田恆存、三島由紀夫、吉田健一、吉川逸治との集い「鉢の木会」で季刊同人誌『聲』を、丸善を発行元に10号発行した。同時期に『二葉亭四迷伝』を上梓、再び読売文学賞受賞。1959年には「ふたたび政治小説を」を『中央公論』に発表して話題となる。
1962年日本近代文学館理事。1963年京都大学へ講師に赴任したが、この時の教え子に十川信介がおり、十川のために数年間、毎年京大へ行ったという（十川『落ち葉のはきよせ』）。同年初の小説『「わが性の白書」』を発表、上梓。1965年戯曲『汽笛一声』で三たび読売文学賞、1967年明治期の作家長田秋濤を描いた『贋の偶像』で野間文芸賞受賞。1967年日本芸術院賞受賞、1970年秋に芸術院会員。1981年明大を定年退任。1982年秋に文化功労者。
1988年7月12日、肺炎のため神奈川県鎌倉市扇ガ谷の自宅で死去。77歳没。

## 人物
- 戦後間もなく、『風俗小説論』で日本の私小説を厳しく批判し、島崎藤村の『破戒』のような本格小説が出たのに、田山花袋の『蒲団』のようなものが出て日本の小説がダメになったと主張した。
- 1955年から30年間芥川賞選考委員を務めたが、中村が退任した以降は選考委員は作家のみとなった。
- 近代仏文学の分野ではフローベル『ボヴァリー夫人』も翻訳し、蓮實重彦と共同作業を行い、蓮實に影響を与えた。
- 独特の「ですます」文体による評論は、当人は「文章を長くして原稿料を余分に取るため」と韜晦していた。
- 姉しげ子は、作家深田久弥の二度目の妻。弟木庭二郎と木庭三郎は共に理論物理学者。
- 最初の妻との間に二児があったが、中村が43歳時に妻と死別、二度目の妻の木庭久美子は劇作家でもあった。没する直前にカトリックの洗礼を受けた。

### 木庭弘子
木庭弘子（こば ひろこ）は、中村光夫の第一子。1965年、カナダに親善訪問のため派遣される「ミス日本」に選ばれたことで知られる。
1942年頃、生まれる。湘南白百合学園に幼稚園から高校まで通う。1964年3月、聖心女子大学文学部教育学科心理学専攻（現・現代教養学部心理学科）卒業。卒論では記憶の変容について研究。
1965年、カナダに親善訪問のため派遣される「ミス日本」に選ばれる。外国に一度行ってみたいという動機で応募したが、本人によると引っ込み試案で社交下手なのでカナダ大使館から決定の通知を受けても「まさか」と思った。父・中村光夫は親に相談もなく応募したことを窘めたが、母・木庭久美子と妹は励ました。当時159cm, 48kg。高校時代からテニスは大好きで、最近はスキーを始めた（以上出典:）。

## 作品年譜
- 1935年（24歳）
  - ジヨルジユ・サンドへの書簡 フロオベル 文圃堂書店（のち創元選書）
- 1936年（25歳）
  - 二葉亭論 芝書店
- 1940年（29歳）
  - フロオベルとモウパッサン 筑摩書房（のち講談社・名著シリーズ）
- 1941年（30歳）
  - 作家論 中央公論社
- 1942年（31歳）
  - 文学論 中央公論社
  - 戦争まで 仏蘭西紀行集 実業之日本社（のち筑摩叢書。中公文庫ほか）
- 1946年（35歳）
  - 田山花袋集 中村編 東方書局
- 1947年（36歳）
  - 近代への疑惑 穂高書房
  - 作家と作品 筑摩書房
  - 二葉亭四迷論 進路社
  - 青春と知性 鎌倉書房
- 1948年（37歳）
  - ベラミ モーパッサン 白水社
- 1949年（38歳）
  - 作家の生死 創元社
  - 二十世紀の小説 筑摩書房
- 1950年（39歳）
  - 風俗小説論 河出書房（のち新潮文庫。講談社文芸文庫）
- 1951年（40歳）
  - 小説入門 弘文堂（のち新潮文庫）
- 1952年（41歳）
  - 谷崎潤一郎論 河出書房（のち新潮文庫。講談社文芸文庫）
  - 異邦人論 創元社
  - 作家の青春 創文社・フォルミカ選書
- 1954年（43歳）
  - 志賀直哉論 文藝春秋新社（のち筑摩叢書）
  - 小説の読みかた 要書房
  - 日本の近代小説 岩波新書
- 1957年（46歳）
  - 「中村光夫作家論集」 大日本雄弁会講談社（全3巻）
  - 私の文学論 新潮社
  - 自分で考える 新潮社
  - 文学のありかた 筑摩書房
- 1958年（47歳）
  - 人と狼（戯曲）中央公論社
  - 現代作家論 新潮社
  - 二葉亭四迷伝 講談社（のち講談社文庫。講談社文芸文庫）
- 1959年（48歳）
  - 現代知性全集20　中村光夫集（日本書房）
    - 復刻「日本人の知性14　中村光夫」学術出版会（2010年）

  - 文学の回帰 筑摩書房
  - 明治文学史『現代日本文学全集 別巻』の一章（改訂版・筑摩叢書）
- 1960年（49歳）
  - 想像力について 新潮社
  - 旅の話 筑摩書房
  - パリ繁昌記（戯曲）講談社
- 1962年（51歳）
  - 佐藤春夫論 文藝春秋新社
- 1963年（52歳）
  - わが性の白書 講談社（のち講談社文芸文庫）
- 1964年（53歳）
  - 批評と創作 新潮社
  - 制作と発見 文治堂書店
- 1965年（54歳）
  - 汽笛一声（戯曲） 筑摩書房
  - 言葉の芸術 講談社 （新版 同・名著シリーズ）
- 1966年（55歳）
  - 百年を単位にして 芳賀書店
- 1967年（56歳）
  - 贋の偶像 筑摩書房
- 1968年（57歳）
  - 「中村光夫作家論集」 講談社（全4巻）
  - 日本の近代 文藝春秋（人と思想）、選集
  - 日本の現代小説 岩波新書
  - 対談・人間と文学　三島由紀夫と 講談社（改訂版 講談社文芸文庫）
- 1969年（58歳）
  - 芸術の幻 講談社（新版 同・名著シリーズ）
- 1970年（59歳）
  - 今はむかし ある文学的回想 講談社（のち中公文庫）
  - 時代の感触 時のなかの言葉 文藝春秋
  - 虚実 短編集 新潮社
- 1971年（60歳）
  - 【中村光夫全集】 筑摩書房 全16巻（-1973年）
- 1972年（61歳）
  - 明治・大正・昭和 新潮選書（のち岩波同時代ライブラリー）
- 1973年（62歳）
  - 平和の死 講談社
- 1974年（63歳）
  - ある女 集英社
  - 憂しと見し世 文学回想 筑摩書房（のち中公文庫）
- 1975年（64歳）
  - 青春と女性 第三文明社・レグルス文庫
  - 世界文学全集 講談社 ボヴァリイ夫人（中村訳、のち講談社文庫）。なお「三つの物語」は蓮實訳
- 1976年（65歳）
  - ある愛 新潮社<純文学書き下ろし特別作品>
- 1977年（66歳）
  - 雲をたがやす男（戯曲）集英社
  - 秋の断想 筑摩書房
  - 論考小林秀雄 筑摩書房（増補版 1983年）
- 1978年（67歳）
  - 近代の文学と文学者 朝日新聞社（のち朝日選書・上下）
  - 論考川端康成 筑摩書房
  - ドナウ紀行 日本交通公社出版事業局
- 1979年（68歳）
  - 永井荷風 筑摩書房
  - 漱石と白鳥 筑摩書房
  - 金銭と精神 日本書籍
  - グロテスク 河出書房新社
- 1980年（69歳）
  - 近代文学をどう読むか 新潮選書
  - 私小説名作選 中村編 集英社文庫。講談社文芸文庫（改訂版・上下）
- 1982年（71歳）
  - 時の壁 新潮社
  - 小説とはなにか 福武書店
- 1983年（72歳）
  - 鉄兜 成瀬書房
- 1985年（74歳）
  - 老いの微笑 筑摩書房（新版 ちくま文庫）
- 1986年（75歳）
  - 旅の断章 筑摩書房
  - 知人多逝 秋の断想 筑摩書房
- 没後の1992年10月に「中村光夫全戯曲」筑摩書房
  - 収録作品は、人と狼、パリ繁昌記、汽笛一声、家庭の幸福、雲をたがやす男